# 井上正治 (漫画家)
井上 正治（いのうえ まさはる、1962年3月28日‐）は、福岡県北九州市出身の漫画家。

## 略歴
小倉南高校、九州産業大学を卒業後、1991年に『ミスターマガジン』（講談社）誌上で連載された『極楽とんぼ』にて漫画家デビュー。1993年に『週刊少年マガジン』（講談社）誌上で『マラソンマン』の連載を開始。その後も同誌上で『ポリスマン』、『JUMP MAN〜ふたりの大障害〜』と語尾にマンをつける漫画を連載したため、この3作をあわせて「（井上）マンシリーズ」と呼ばれることもある。
その後一時的に『週刊少年チャンピオン』（秋田書店）で連載を行なっていたが、2006年に再び講談社に戻っている。2013年12月17日発売の『漫画アクション』（双葉社）2014年1号より、駅伝を題材とする『TRUST!-蒼空のたすき-』の連載を開始した。

## 作品リスト
- 極楽とんぼ（原作：西川つかさ、ミスターマガジン、全2巻）
- マラソンマン（週刊少年マガジン、全19巻）
- ポリスマン（週刊少年マガジン、全9巻）
- JUMP MAN〜ふたりの大障害〜（週刊少年マガジン、全5巻）
- ATHLETE 〜金メダルへの道（週刊少年チャンピオン、全1巻）※原作：二宮清純
- ジャンクフード（MiChao!、全3巻eKC）
- TRUST!-蒼空のたすき-（漫画アクション）
- つなぐ ～全日本大学駅伝物語～（漫画アクション）
- きずな ～全日本大学駅伝物語～（漫画アクション）

## 師匠
- 春日光広
- うえやまとち
- 塀内夏子

## アシスタント
- 寺嶋裕二
- 大羽隆廣